# سرزمین‌های افسانه‌ای (کتاب)
سرزمین‌های افسانه‌ای (انگلیسی: Fabled Lands) مجموعه‌ای از کتاب‌های بازی فانتزی است که توسط نویسندگان معتبر کتاب‌های بازی، دیو موریس و جیمی تامسون نوشته شده و توسط Pan Books، بخشی از مک‌میلن در اواسط دهه ۱۹۹۰ منتشر شده است. روی جلد توسط کوین جنکینز با راس نیکلسون و آرون پوتیه نقشه‌ها و تصاویر ارائه شده است.